# Eugène Baune
Eugène Baune est un homme politique français né le 5 septembre 1799 à Montbrison (Loire) et décédé le 8 mars 1880 à Bâle (Suisse).

## Biographie
Ingénieur civil et journaliste, affilié aux sociétés secrètes sous la Restauration et la Monarchie de Juillet. Compromis dans le procès d'avril 1834, il s'évade de la prison Sainte-Pélagie et s'enfuit en Belgique. Revenu en France à l'occasion d'une amnistie, il continue son opposition au régime. Commissaire du gouvernement à Montbrison en février 1848, il est député de la Loire de 1848 à 1851, siégeant à gauche puis au groupe d'extrême gauche de la Montagne. Exilé après le coup d’État du 2 décembre 1851, il se fixe en Suisse.

## Mémoire
Une place montbrisonnaise, à proximité de la mairie, de l'office de tourisme et de la médiathèque, porte son nom.

## Sources
- « Eugène Baune », dans Adolphe Robert et Gaston Cougny, Dictionnaire des parlementaires français, Edgar Bourloton, 1889-1891 [détail de l’édition]